# Cepari (gmina)
Cepari – gmina w Rumunii, w okręgu Ardżesz. Obejmuje miejscowości Cărpeniș, Ceparii Pământeni, Ceparii Ungureni, Morăști, Șendrulești, Urluiești, Valea Măgurei i Zamfirești. W 2011 roku liczyła 2289 mieszkańców.